# Popillia acuta
Popillia acuta är en skalbaggsart som beskrevs av Newman 1838. Popillia acuta ingår i släktet Popillia och familjen Rutelidae. Inga underarter finns listade i Catalogue of Life.